# Iza, Now!
Iza, Now! (いざッ、Now!?) è il quarto album studio del gruppo musicale giapponese degli Arashi. L'album è stato pubblicato il 21 luglio 2004 dalla J-Storm ed ha raggiunto la prima posizione della classifica Oricon degli album più venduti in Giappone.

## Tracce
1. Kotoba Yori Taisetsu na Mono – 4:02
2. Jam – 4:12
3. The Bubble – 3:53
4. Thank You for My Days – 4:55
5. Pikanchi Double – 5:07
6. Keep a Peak – 1:51
7. Eyes with Delight – 4:29
8. Right Back to You – 3:53
9. Rainbow – 3:35
10. Hadashi no Mirai – 4:41
11. Yasashikutte Sukoshi Baka – 3:43
12. Dear My Friend – 4:54
13. Kimi Dake wo Omotteru – 4:48
14. Chekku no Muffler – 5:19
15. Tochuu Gesha – 4:16